# Prisoje (Jezero)
Prisoje (szerbül: Присоје) falu Bosznia-Hercegovinában, Bosanska krajina területén, a Szerb Köztársaságban, Jezero községben.

## Fekvése
Bosznia-Hercegovina közép-nyugati részén, Banja Lukától légvonalban 47, közúton 70 km-re délre, községközpontjától légvonalban 2, közúton 3 km-re északkeletre, a Pliva bal partján található ott, ahol a Pliva a Pliva-tóba ömlik. Tengerszint feletti magassága 430-től 850 méterig tart, mert határa a Pliva völgyéből az északra emelkedő Navis-hegy magaslataira húzódik fel. Több, kis településből áll, melyek közül Gavrići, Memići és Savičići az említésre méltók.

## Népessége
| Nemzetiségi csoport | Népesség 1991 | Népesség 2013 |
| ------------------- | ------------- | ------------- |
| Szerb               | 348           | 106           |
| Bosnyák             | 0             | 0             |
| Horvát              | 105           | 0             |
| Jugoszláv           | 1             | 0             |
| Egyéb               | 2             | 0             |
| Összesen            | 456           | 106           |

## Története
A település 1878-ig tartozott az Oszmán Birodalomhoz, majd az Osztrák-Magyar Monarchia része lett. 1879-ben az első osztrák-magyar népszámlálás során Prisoje önálló község volt, mely Gogići, Gverići, Gjurmezlie, Ljoljići és Savatići településekből állt. A községben 56 házat és 370 ortodox szerb lakost számláltak. 1910-ben a község neve már Jezero-Prisoje volt, ahol a Prisojéhoz tartozó településeken 155 házat, 560 ortodox szerb, 200 muszlim és 49 katolikus lakost találtak. A monarchia szétesésével 1918-ben előbb a Szerb-Horvát-Szlovén Királyság, majd 1929-től a Jugoszláv Királyság része. 1921-ben Jezero-Prisoje községnek összesen 373 háza és 1799 lakosa volt. Jugoszlávia megszállása után a falu a Független Horvát Állam (NDH) része lett. 1945-től a település a szocialista Jugoszlávia része volt. A településen az 1991-es népszámlálás adatai szerint 456-an éltek. A Bosznia-Hercegovinában zajló polgárháború idején a falu a Boszniai Szerb Köztársaság része volt. A háború előtt Jajca községhez tartozott. A háború végén, 1995-ben a Horvát Köztársaság fegyveres ereje szállta meg, lakossága nagyrészt elmenekült. A daytoni békeszerződés aláírása után a két entitás közötti demarkációs vonal elválasztotta Jajcától. A Szerb Köztársaság Nemzetgyűlésének 1996. júniusi határozatával megalapították Jezero községet, melynek a része lett.